# محمد بن الحسن القزويني
الشيخ رضي الدين محمد بن الحسين أو الحسن القزويني (ت. 1096 هـ). هو رجل دين وفقيه ومؤرّخ شيعي فارسي يُسمّى في عدد من المصادر والكتب باسم الآغا رضي الدين القزويني، وقد كان من تلامذة خليل بن الغازي القزويني. وهو محل توثيق بعض كبار رجاليي الشيعة ومُحدّثيهم، ومنهم: الحر العاملي،(1) وعباس القمي،(2) وأبو القاسم الخوئي،(3) وغيرهم.

## مؤلفاته
| - ضيافة الإخوان وهدية الخلان. يشتهر هذا الكتاب بإسمه الشائع تاريخ علماء قزوين ويقول آغا بزرگ الطهراني في وصفه للكتاب: ”ذكر في أوله حديث حب الوطن من علائم الإيمان وشرحه، ثم ذكر رواة قزوين من الإمامية وعلمائها مرتباً على الحروف بدأ بالكنى ثم بالأسماء من أحمد إلى يوسف“، وقد فرغ من تأليف الكتاب في العاشر من ذي القعدة 1092 هـ. - رسالة في النجوم. نقل آغا بزرگ الطهراني احتمال أن يكون هذا الكتاب للقزويني دون أن يؤكد أو ينفي نسبته له. - كحل الأبصار ونور الأنظار. هو حاشية على كتاب الحاشية الخفرية على الشرح الجديد للتجريد لشمس الدين محمد بن أحمد الخفري، الذي هو بدوره حاشيةٌ على كتاب الشرح الجديد للتجريد الذي يُسمّى كذلك شوارق الإلهام لعلاء الدين علي بن محمد القوشچي. - قبله آفاق. كتاب باللغة الفارسية. | - شير وشكر. ديوان شعر باللغة الفارسية. - رسالة القبلة. - رسالة المقادير. - رسالة التهجد. ضبط عنوانه هكذا الحر العاملي أمّا آغا بزرگ الطهراني فقد ضبط عنوان الكتاب بأنه التهجدية، وهو باللغة الفارسية في آداب صلاة الليل. - لسان الخواص. - رسالة النوروز. ذكر محسن الأمين أنّها باللغة الفارسية وأضاف وصفاً لمحتوى الكتاب: ”غَيَّرَ ما هو المعروف من تحويل الشمس إلى الحمل“. - المسائل غير المنصوصة. |

## الهوامش
- 1 -	وثّقه الحر العاملي في ترجمته له في كتابه أمل الآمل فقال: ”فاضل عالم محقق مدقق ماهر معاصر متكلم“.[10]
- 2 - ذكره عباس القمي في كتابه الكنى والألقاب فمما قاله في ترجمته: ”إذا قيل الآغا رضي فهو محمد بن الحسن القزويني العالم الجليل والفاضل النبيل المُحقّق المُدقّق صاحب كتاب لسان الخواص وقبلة الآفاق وتاريخ علماء قزوين وغير ذلك“.[1]
- 3 - نقل الخوئي كلام الحر العاملي في القزويني بالنص وضمنه في كتابه معجم رجال الحديث.[11]

### كتب
- أمل الآمل في تراجم علماء جبل عامل. محمد بن الحسن الحر العاملي، طبع النجف - العراق، عام 1385 هـ، منشورات مطبعة الآداب.
- أعيان الشيعة. محسن الأمين، طبع بيروت - لبنان، تاريخ الطبع مفقود، منشورات دار التعارف.
- الذريعة إلى تصانيف الشيعة. آغا بزرگ الطهراني، طبع بيروت - لبنان، 1403 هـ / 1983 م، منشورات دار الأضواء.
- الكنى والألقاب. عباس القمي، طبع طهران - إيران، تاريخ الطبع مفقود، منشورات مكتبة الصدر.

### إشارات مرجعية
1. 1 2 3 4  القمي، عباس. الكنى والألقاب - ج2. ص. 272. مؤرشف من الأصل في 2019-12-13.
2. ↑  الأمين، محسن. أعيان الشيعة - ج7. ص. 154. مؤرشف من الأصل في 2019-12-13.
3. 1 2 3  الأمين، محسن. أعيان الشيعة - ج9. ص. 134. مؤرشف من الأصل في 2019-12-13.
4. ↑  الطهراني، آغا بزرگ. الذريعة إلى تصانيف الشيعة - ج15. ص. 132. مؤرشف من الأصل في 2020-01-10.
5. ↑  الطهراني، آغا بزرگ. الذريعة إلى تصانيف الشيعة - ج24. ص. 76. مؤرشف من الأصل في 2019-12-17.
6. ↑  الطهراني، آغا بزرگ. الذريعة إلى تصانيف الشيعة - ج17. ص. 284. مؤرشف من الأصل في 2020-01-10.
7. ↑  الطهراني، آغا بزرگ. الذريعة إلى تصانيف الشيعة - ج17. ص. 42. مؤرشف من الأصل في 2020-01-10.
8. ↑  الطهراني، آغا بزرگ. الذريعة إلى تصانيف الشيعة - ج14. ص. 268. مؤرشف من الأصل في 2020-01-10.
9. ↑  الطهراني، آغا بزرگ. الذريعة إلى تصانيف الشيعة - ج4. ص. 505. مؤرشف من الأصل في 2019-12-17.
10. ↑  العاملي، الحر. أمل الآمل في تراجم علماء جبل عامل - ج2. ص. 260. مؤرشف من الأصل في 2019-12-13.
11. ↑  الخوئي، أبو القاسم. معجم رجال الحديث وتفصيل طبقات الرواة - ج16. ص. 260. مؤرشف من الأصل في 2019-12-13.